# 黄帝外经
《黃帝外經》首見於《漢書》卷三十，藝文志第五，方技類之醫經中，惟不見錄經文。相關之書目為：《黃帝外經》三十九卷或三十七卷。另有《扁鵲外經》十二卷。又有《白氏外經》三十六卷，《旁篇》二十五卷等。
據梅自強先生《顛倒之術》謂：「此書（黃帝外經）一直失傳，至本世紀八十年初，始在天津發現明末或清初根據口耳相傳整理而成的精抄本。」傳述者(陳士鐸先生並)於每篇之末都加上了簡短的評價，並冠以《外經微言》之名。爾後，天津古籍出版社曾把它列為「中醫珍本叢書」影印1500本試銷，不意以不是岐伯時成書為由而被某些人說成是「偽書」，以致未能再版。」又謂：「《外經》是以黃帝及雷公、風伯等二十三位大臣探討問難的方式寫成的，共九章八十一篇。《外經》的內容，有不少是可補《內經》之不足。（按：即仙道內丹、養生延命範圍）」